# Ингеноль, Фридрих фон
Густав Генрих Эрнст Фридрих Фон Ингеноль (нем. Gustav Heinrich Ernst Friedrich von Ingenohl; 30 июня 1857, Нойвид — 19 декабря 1933 , Берлин) — германский военный деятель, адмирал. В 1909—1910 командовал Восточно-Азиатской крейсерской эскадрой. Командующий германским Флотом открытого моря в начале Первой мировой войны. Уволен после неудачного для немцев сражения у Доггер-банки.

## Биография
Фридрих Ингеноль родился в семье торговца, в 1874 году начал службу на флоте, провёл много лет на Дальнем Востоке. В 1895 году участвовал в Японо-китайской войне (Германия принимала участие в этой войне — см. Тройственная интервенция). В 1897 году Ингеноль был переведён в Берлинское Адмиралтейство, в 1904 году назначен коммандером императорской яхты SMY Hohenzollern. В 1908 году получил звание контр-адмирала с правом добавления к своей фамилии приставки -фон, что означало возведение во дворянство (27 января 1909 года). Назначен Главнокомандующим флота в январе 1913 года.
С началом Первой мировой войны Ингеноль разработал для германского флота тактику быстрых и решительных боевых операций, эта тактика не нашла поддержки высшего германского адмиралитета. Его идея заключалась в частых уколочных атаках британских судов, провоцируя противника на неосторожные контрудары. Такая тактика не принесла результатов, в первом значительном столкновении — Сражении в Гельголандской бухте 28 августа 1914 года Германский военный флот потерял 3 лёгких крейсера и миноносец. Во втором столкновении 24 января 1915 года в Сражении у Доггер-банки потери были ещё значительнее. Фридрих Фон Ингеноль был отстранён от командования Флотом открытого моря 2 февраля 1915 года, его сменил адмирал Гуго фон Поль.
После окончания Первой мировой войны британцы потребовали от Германии выдачи Ингеноля, обвиняя его в военных преступлениях, но немцы его не выдали. Фридрих Фон Ингеноль умер в Берлине 19 декабря 1933 года.

## Награды
- Орден Красного орла 1-го класса с дубовыми листьями и мечами (Королевство Пруссия)[4];
- Орден Короны 1-го класса (Королевство Пруссия)[4];
- Королевский орден Дома Гогенцоллернов крест комтура (Королевство Пруссия)[4];
- Железный крест 2-й и 1-го класса (Королевство Пруссия)[4];
- Крест «За выслугу лет» (за 25 лет беспорочной службы) (Королевство Пруссия)[4];
- Орден «За военные заслуги» большой крест (Королевство Бавария)[4];
- Орден Альбрехта большой крест (Королевство Саксония)[4];
- Орден Белого сокола рыцарский крест 1-го класса (Великое герцогство Саксен-Веймар-Эйзенах)[4].